# Anthony Norris Groves

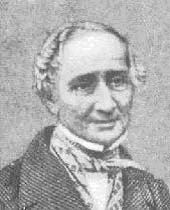
Anthony Norris Groves

Anthony Norris Groves (* 1. Februar 1795 in Newton Valence, Hampshire; † 20. Mai 1853 in Bristol) war ein englischer Zahnarzt und Missionar, der die erste evangelikale Mission für Arabisch sprechende Muslime gründete. Er arbeitete unter anderem in Bagdad und später in Südindien. Seine Ideen beeinflussten einen Kreis von Freunden in der Brüderbewegung, darunter John Nelson Darby und Georg Müller, der später Groves’ Schwester Mary heiratete.
Groves bemühte sich um die Vereinfachung der Gemeinde und der Mission und sah darin eine Rückkehr zu den Methoden Jesu Christi und der Apostel, wie er sie  im Neuen Testament beschrieben fand. Als Missionar war es sein Ziel, einheimischen Gläubigen zu helfen, ihre eigene Gemeinde ohne Abhängigkeit von ausländischer Bildung, Genehmigung oder Finanzen zu bauen. Groves gilt als der Vater der Glaubensmissionen. Seine Ideen fanden breite Zustimmung in evangelikalen Kreisen.

## Leben

### Kindheit und Jugend
Anthony Norris Groves war der einzige Sohn eines Kaufmanns. 1810 begann er in London ein Chemiestudium, das er 1813 beendete, um zu seinem Onkel nach Plymouth zu ziehen und dort den Zahnarztberuf zu erlernen. Aus Liebeskummer wandte er sich 1814 dem christlichen Glauben zu und nahm sich vor, Missionar zu werden. Zur gleichen Zeit eröffnete er eine Zahnarztpraxis, deren Erfolg seine Erwartungen übertraf, brachte sie ihm doch jährlich 400 Pfund ein. Dieses Auskommen bestärkte seine Hoffnung, dass sein Onkel der Ehe mit seiner Cousine Mary Bathia Thompson zustimmen würde. Doch erst Ende 1816 glückte ihm das Werben um Mary, die er im selben Jahr heiratete. In dieser Zeit flammte der Wunsch wieder auf, Missionar zu werden.

### Bibel- und Theologiestudium
Äußerlich gesehen war die Familie Groves sehr erfolgreich, doch innerlich hatte Groves das Gefühl, dass er sich Jesus Christus für ein Werk hingeben sollte, dessen Ziel zu erreichen mit zunehmendem Reichtum immer schwerer wurde. Nach einer geistlich notvollen Zeit 1822 begann Groves die Bibel zu studieren. Bald darauf beschäftigte er sich mit der richtigen Verwendung von Besitz und kam zu der Überzeugung, Teile seines Einkommens für das „Werk des Herrn“ wegzugeben. Zwischen 1823 und 1825 begann er zunächst ein Zehntel seines Einkommens abzugeben, dann ein Viertel und schließlich alles. Zur selben Zeit begann Mary den Armen zu dienen. Diese erschütternden Erfahrungen öffneten ihr die Augen für ihren eigenen seelischen Zustand. Sie erfuhr eine geistliche Wiedergeburt und war bereit, ihrem Mann zu folgen, falls Gott ihn in die Missionsarbeit berufen sollte. Zur Vorbereitung auf die Missionsarbeit begann Groves 1826 ein Theologiestudium in Dublin und gab seinen Beruf auf.

### Mission in Bagdad
Während seiner Aufenthalte in Dublin 1827 lernte Groves Christen kennen, die sich außerhalb aller kirchlichen Organisationen zu Gebet und Bibelstudium trafen, was damals völlig neu war. Diese Gruppe bestärkte ihn auch in der Überzeugung, das Abendmahl ohne Anwesenheit eines ordinierten Geistlichen zu feiern. Ein Freund stellte in Frage, ob eine Ordination wirklich notwendig sei. Als ihm das für die Ordination erforderliche Geld gestohlen wurde, brach er das Studium ab und reiste mit seiner Familie von London über St. Petersburg nach Bagdad. Dort angekommen, gründete er eine Schule, erlernte die Sprache und lebte mit den Einheimischen. Als 1831 die Pest ausbrach, war auch Groves’ Frau Mary und eines seiner Kinder unter den Opfern. Kurz darauf erkrankte er selbst an der Pest, von der er sich aber erholte.

### Mission in Indien
Im Mai 1833 brach Groves zu einer ausgedehnten Reise durch ganz Indien auf und bereiste Bombay, Ceylon und Kalkutta bis weit in die Ganges-Ebene. Auf dieser Reise besuchte er zahlreiche Missionsstationen. Nach Beendigung der Indienreise im Juni 1834 segelte Groves nach England zurück. Dort lernte er Harriet Baynes kennen, die er im April 1835 zu seiner zweiten Frau nahm. 1836 reiste das Ehepaar mit einem Missionsteam nach Madras (Indien) aus. Doch bereits ein Jahr später zog das Missionsteam nach Chittoor um, wo es bis 1848 arbeitete. In diesem Jahr kehrte Groves nach England zurück, verließ es aber bereits 1849 wieder, um erneut nach Indien aufzubrechen. 1852 kehrte Groves schwer krank nach England zurück. Im Alter von 58 Jahren starb er in Bristol im Haus von Georg Müller.

## Schriften
- Christian Devotedness, or the Consideration of our Saviour’s Precept “Lay not up for yourselves Treasures upon Earth” (1825, ²1829)
- Journal of Mr. Anthony Norris Groves, Missionary, during a Journey from London to Bagdad, through Russia, Georgia, and Persia; also, a Journal of some Months’ Residence at Bagdad (1831)
- Journal of a Residence at Bagdad, during the Years 1830 and 1831 (1832)
- On the Nature of Christian Influence (1833)
- On the Liberty of Ministry in the Church of Christ (1834)
- A Brief Account of the Present Circumstances of the Tinnevelly Mission (1835)
- The Present State of the Tinnevelly Mission (1836)
- The New Testament in the Blood of Jesus, the Sole Rule of Morals and Discipline to the Christian Church (1837)
- Remarks on a Pamphlet Entitled “The Perpetuity of the Moral Law” (1840)
- The Tottenham Case (1849)
- Catholic Christianity and Party Communion, Delineated in two Letters, etc. (o. J.)

In deutscher Übersetzung erschienen:
- Des Christen Hingabe an seinen Erlöser oder Betrachtung über des Herrn Gebot: „Ihr sollt euch nicht Schätze sammeln auf Erden“, Matth. Cap. 6, V 19. Ehlers, Einbeck 1831.
- Seid nicht besorgt ... Das Glück eines abhängigen Lebens. CLV, Bielefeld 1988, ²2004, ³2019.